# Bringuera
La bringuera, cec o bisbe es un embutido típico del Pirineo catalán, aunque originaria de Andorra, donde también se consume.
Tradicionalmente la bringuera se dejaba secar y no se empezaba a comer hasta el verano, el momento álgido de las tareas agrícolas, para desayuno y merienda. También se  reservaba, bien curada, para comerse en Navidad. En el Alto Urgel todavía se elabora de forma doméstica, pero esta es una actividad cada vez menos frecuente.
Se trata de un embutido poco alargado pero grueso, más o menos abultado y atado con hilos. El color exterior de marrón claro a oscuro. El corte es rojizo oscuro por la presencia de la sangre, y está rodeado por una capa de grasa blanca. El tamaño de cada bringuera es de unos 20 cm de largo y unos 60-65 mm de anchura.
En su elaboración se eligen las carnes (de la cabeza, papada, tocino, y asaduras), las cortezas y escaldan. A continuación, se trituran y se amasan todos los ingredientes hasta que queda la masa bien mezclada. Se añaden la sangre y los huevos, sazona con sal y pimienta, se embute en la vejiga ciego del cerdo y se liga por el extremo. Finalmente, se cuece en la caldera durante cuatro horas y luego se deja escurrir.
En Cataluña es habitual la producción artesanal y su comercialización se da en las carnicerías donde se elabora. Actualmente se consume tierna, recién hecha. Se emplea sobre todo como entremés los días de fiesta, para preparar bocadillos y para comer con tostadas de pan. Es frecuente encontrarla en las tablas de embutidos que sirven los restaurantes de la comarca.